# Partit Europeu (Xipre)
El Partit Europeu (en grec: Evropaiko Komma, Ευρωπαϊκό Κόμμα; abreujat Ευρωκό, "Evroko") va ser un partit polític de Xipre fundat el 2005 de la unió dels partits centristes Nous Horitzons i Democràcia Europea. Era membre del Partit Demòcrata Europeu. El març de 2016 es va dissoldre per fusionar-se amb el Moviment de Solidaritat.
Els dos partits predecessors eren considerats els més nacionalistes, antiturcs i antiimmigrants entre els partits grecoxipriotes. Evroko va tenir una posició dura sobre el problema de Xipre, rebutjant qualsevol compromís amb Turquia, tal com proposava el Pla Annan. Va recolzar la integració europea i mantenir la influència grega a Xipre. El partit va donar suport a polítiques econòmiques de lliure mercat similars a les de Reagrupament Democràtic o el Partit Democràtic.

## Resultats electorals

### Cambra de Representants
| Any  | Líder              | Vots   | %     | Escons | Pos. |
| ---- | ------------------ | ------ | ----- | ------ | ---- |
| 2006 | Demetris Syllouris | 24.152 | 5,75% | 3 / 56 | 5è   |
| 2011 | Demetris Syllouris | 15.711 | 3,88% | 2 / 56 | 5è   |

### Eleccions presidencials
| Any  | Candidat | Candidat           | 1a volta | 1a volta    | 1a volta | 2a volta | 2a volta    | 2a volta |
| Any  | Candidat | Candidat           | Vots     | %           | Resultat | Vots     | %           | Resultat |
| ---- | -------- | ------------------ | -------- | ----------- | -------- | -------- | ----------- | -------- |
| 2008 |          | Tassos Papadópulos | 143.249  | 31,79 / 100 | Derrota  |          |             |          |
| 2013 |          | Nicos Anastasiades | 200.591  | 45,46 / 100 | 1η θέση  | 236.965  | 57,48 / 100 | Elegit   |

### Parlament Europeu
| Any  | Líder              | Vots              | %                 | Escons | Pos. | Grup |
| ---- | ------------------ | ----------------- | ----------------- | ------ | ---- | ---- |
| 2009 | Demetris Syllouris | 12.630            | 4,12%             | 0 / 6  | 5è   | -    |
| 2014 | Demetris Syllouris | Coalició amb DISY | Coalició amb DISY | 0 / 6  | 1r   | -    |